# 전주덕진경찰서
전주덕진경찰서(全州德津警察署, Jeonju Deokjin Police Station)는 전북특별자치도경찰청이 관할하는 경찰서 중 하나이다. 전북특별자치도 전주시 덕진구 일대를 관할한다. 전북특별자치도 전주시 덕진구 온고을로 299에 위치하고 있다.
본래 북전주경찰서였다가, 1973년에 전주북부경찰서로 서명을 변경하였고, 2006년에 현재 명칭으로 개정되었다.
서장은 총경으로 보한다.

## 기본 정보
- 주소: 전북특별자치도 전주시 덕진구 온고을로 299
- 우편번호: 54876

## 관할 파출소 및 지구대
| 명칭         | 사진 | 주소         | 관할구역                                                                                                   | 치안센터      |
| ------------ | ---- | ------------ | --- | ------------- |
| 모래내지구대 |      | 안덕원로 173 | 금암2동, 인후1동, 금암1동 일부, 인후2동 일부                                                               |               |
| 아중지구대   |      | 진버들4길 10 | 우아2동, 인후3동, 산정동, 금상동                                                                           |               |
| 덕진지구대   |      | 사평로 76    | 덕진동, 금암1동 일부                                                                                       |               |
| 진북파출소   |      | 진북1길 19   | 진북동 |               |
| 호성파출소   |      | 동부대로 871 | 호성동, 우아1동 일부                                                                                       | 호성2치안센터 |
| 동산파출소   |      | 쪽구름로 82  | 동산동, 여의동, 고랑동, 만성동, 장동, 화전동, 반월동, 원동, 성덕동, 용정동, 남정동, 도덕동, 강흥동, 도도동 |               |
| 팔복파출소   |      | 신복로 58    | 팔복동 |               |
| 솔내파출소   |      | 솔내6길 23   | 송천1동, 전미동, 송천2동 일부                                                                              |               |
| 송천2파출소  |      | 송천로 50    | 송천2동 일부                                                                                               |               |
| 역전파출소   |      | 동부대로 688 | 우아1동 일부, 인후2동 일부                                                                                 |               |

## 사건사고
- 2002년 9월 20일에 금암2파출소에서 근무하던 경찰관이 파출소 내에서 살해당했다. 범인은 잡히지 않았으며, 당시에는 전주북부경찰서였다.[3][4]